# 三甲基硅基重氮甲烷
三甲基硅基重氮甲烷是一种分子式为(CH3)3SiCHN2的重氮化合物，因其相对不易爆炸而被广泛的应用于化学试剂重氮甲烷的替代品。

## 制备
三甲基硅基重氮甲烷可通过(三甲基硅基)甲基氯化镁与叠氮磷酸二苯酯反应制备。

## 应用
三甲基硅基重氮甲烷是一种商业市售试剂，常用于有机化学中的甲基化试剂。它可用于羧酸的甲酯化反应中，以替代较易爆炸的重氮甲烷；它还可与醇类发生反应以制备甲醚，而重氮甲烷则不可。
它可广泛的应用于氣相色譜法-質譜聯用分析技术，以将多种天然的羧酸化合物衍生化以分析检测。该反应过程迅速且易于操作使得该法被化学家所青睐，然而该反应会形成多种杂质而干扰光谱，杂质通常是因反应中甲醇的不足而产生的三甲基硅基酯化合物RCO2CH2SiMe3。因此酸催化的甲醇解反应对于得到几乎定量的甲酯化产物RCO2Me很必要。
三甲基硅基重氮甲烷是硫叶立德[2,3]-σ重排反应（也称为“多伊尔–柯姆斯反应”，Doyle–Kirmse reaction）中制备烯丙基硫化物和烯丙基胺的反应试剂。

## 安全
虽然三甲基硅基重氮甲烷的爆炸性比重氮甲烷的较弱，但其具有一定的毒性。当三甲基硅烷化重氮甲烷被用于转化羧酸至相应甲酯时，它会经由甲醇解反应在进程中产生重氮甲烷。当人体吸入三甲基硅烷化重氮甲烷，会与肺部表面的水气发生相似的反应。所以吸入三甲基硅烷化重氮甲烷可能也会导致与吸入重氮甲烷类似的症状（如肺水肿）。这使得三甲基硅烷化重氮甲烷吸入后有潜在的致命性，已有至少两人的死亡与吸入三甲基硅烷化重氮甲烷有关联，他们分别是加拿大新斯科舍温莎的制药工人和新泽西的化学家。